# Dréan
Dréan (in lingua araba الدرعان; precedentemente nota come Mondovi) è una città di circa 40 000 abitanti situata sulla costa orientale dell'Algeria, 25 km a sud di Annaba; è nota principalmente per la produzione di tabacco e per la coltivazione di arance e viti.
Ha dato i natali allo scrittore Albert Camus.